# شيفينوجليا
شيفينوجليا (المانتوفانو السفلي : شيفوينا) هي كومونا (بلدية) في مقاطعة منتوة في منطقة لومبارديا الإيطالية ، تقع على بعد حوالي 160 كيلومتر (99 ميل) جنوب شرق ميلانو وحوالي 30 كيلومتر (19 ميل) جنوب شرق منتوة .
تقع شيفينوجليا على حدود البلديات التالية: بورجو مانتوفانو وكونيجنتول وكويستيلوو سان جيوفاتي ديل دوسو .